# Carlos Alberto Alves Garcia
Carlos Alberto Alves Garcia, meglio conosciuto come Carlitos (Lisbona, 6 settembre 1982), è un ex calciatore portoghese, di ruolo centrocampista.

## Carriera

### Club
Dopo aver giocato all'Amora e all'Estoril-Praia si trasferisce al Benfica, che, dopo averlo prestato a Vitória Futebol Clube e Sion, lo vende al Basilea per 1,5 milioni. Il 17 settembre 2009 segna un goal in Europa League nella vittoria per 2-0 sulla Roma.
Nell'agosto 2010 firma un contratto biennale coi tedeschi dell'Hannover 96.
Il 31 agosto 2012 fa ritorno ad Estoril, dove aveva già militato in precedenza dal 2002 al 2004, firmando un contratto annuale. Segna il suo primo ed unico gol della sua esperienza aprendo le marcature nella partita contro il National, partita che terminerà poi 4-0.
Nell'estate del 2014 fa ritorno al Sion firmando un biennale.
Il primo gol dal suo ritorno in Svizzera lo mette a segno su rigore, portando i suoi sul momentaneo 2-2 con il Basilea, partita che terminerà con una sconfitta. Segna anche in finale di coppa svizzera, con il gol che sancisce il definitivo 3-0 e permette di vincere ai suoi la 13^ coppa della loro storia.
Il 4 febbraio 2016 il Sion ha annunciato di avergli rinnovato il contratto per due anni.

## Palmarès

### Club

#### Competizioni nazionali
- Campionato svizzero: 2

Basilea: 2007-2008, 2009-2010
- Coppa Svizzera: 3

Basilea: 2007-2008, 2009-2010
Sion: 2014-2015